# Павленко Павло Павлович
Павло Павлович Павленко (20 вересня 1902, Київ — 9 березня 1993, Москва) — радянський актор українського походження. Заслужений артист РРФСР (1954).

## Біографія
Павло Павленко народився в Києві. Його батько, оперний актор, в 1903 році переїхав на постійне місце проживання до Москви і перевіз з собою сім'ю. У 1919 році закінчив Московський Державний інститут музичної драми. Хотів вступити у Московську оперету, але Григорій Ярон не пустив його, заявивши: «Нам другий Ярон не потрібен!».
На сцені Павло Павлович з 1920 року. Працював у Московському Українському театрі, Московському театрі для дітей, Харківському Червонопрапорному театрі та інших.
У роки війни грав у Театрі імені Моссовєта.
Знімався у фільмах-казках Олександр Роу, екранізаціях романів Ільфа і Петрова.
Після 1976 року в кіно не знімався.
Був одружений з Ганною Степанівною Потапенко (1906—?). Дітей у подружжя не було.
Павло Павлович помер 9 березня 1993 року в Москві на 91-му році життя.

## Фільмографія
- 1946 — Глінка — Фадей Булгарын
- 1952 — Композитор Глінка — Фадей Булгарін
- 1952 — Ревізор — Лука Лукич Хлопов
- 1953 — Сеанс гіпнозу — Дрожжинський
- 1953 — Кораблі штурмують бастіони — Павло I
- 1957 — Висота — літній монтажник
- 1957 — Поєдинок — Свєтловідов
- 1958 — Капітанська дочка — Іван Ігнатович
- 1958 — Наш кореспондент — Іван Іванович Федотов, інженер-будівельний
- 1960 — Час літніх відпусток — Бородай
- 1960 — Ловці губок — Бабуріс
- 1961 — Суд божевільних — Сібеліус Фтор
- 1962 — Жертви
- 1963 — Королівство кривих дзеркал — Найголовніший церемоніймейстер
- 1963 — Згорів на роботі
- 1963 — Пропало літо — дід Жені
- 1963 — Великий фітиль — помічник голови
- 1963 — Фітіль (серія «Изолированная ведьма») — перевіряючий з ЖЕКу
- 1964 — Морозко — батько Насті
- 1966 — Поганий анекдот — Акім Петрович Зубіков
- 1966 — Фітіль (серія «Вперёд глядящий») — Тарасич, сторож
- 1967 — Вогонь, вода та... мідні труби — Водяний
- 1968 — Золоте теля — Фунт
- 1968 — Брати Карамазови — старець Зосіма
- 1969 — Адам і Хева — старий дагестанець
- 1970 — Вас викликає Таймир — дідусь Бабурін
- 1970 — Карусель (новелла «Благодарный») — Іван Петрович
- 1973 — Багато галасу з нічого — Клюква
- 1976 — 12 стільців — сторож в клубі